# Colonia Roca
Colonia General Roca o Colonia Roca es una localidad y comuna de 1.ª categoría del distrito Suburbios del departamento Concordia, en la provincia de Entre Ríos, República Argentina. Se halla sobre la ruta provincial 4, a ambos lados de la ruta nacional 14, a 8 km al noroeste del centro de la ciudad de Concordia, con la cual está casi conurbada.
La población de la localidad, es decir sin considerar el área rural, era de 359 habitantes en 2001, no siendo considerada localidad en el censo de 1991. La población de la jurisdicción de la junta de gobierno era de 703 habitantes en 2001.
La junta de gobierno fue creada por decreto n.º 2428/1988 del 26 de mayo de 1988, sus límites jurisdiccionales fueron establecidos por decreto 3527/1997 MGJE del 10 de octubre de 1997, y fue elevada a la 1.º categoría el 12 de diciembre de 2002 por decreto 5425/2002 MGJ.
La elección popular de las autoridades de la junta de gobierno ocurrió por primera vez en 2003, reiterándose en 2007, 2011 y 2015.
Cuenta con un centro de salud y una escuela denominada Cabildo Abierto. En la zona se destaca el cultivo de arándanos azules.
En octubre de 2018 vecinos de la localidad solicitaron la disolución de la junta de gobierno y su incorporación al ejido del municipio de Concordia, iniciándose la tramitación por parte de ese municipio.

## Comuna
La reforma de la Constitución de la Provincia de Entre Ríos que entró en vigencia el 1 de noviembre de 2008 dispuso la creación de las comunas, lo que fue reglamentado por la Ley de Comunas n.º 10644, sancionada el 28 de noviembre de 2018 y promulgada el 14 de diciembre de 2018. La ley dispuso que todo centro de población estable que en una superficie de al menos 75 km² contenga entre 700 y 1500 habitantes, constituye una comuna de 1.º categoría. La Ley de Comunas fue reglamentada por el Poder Ejecutivo provincial mediante el decreto 110/2019 de 12 de febrero de 2019, que declaró el reconocimiento ad referéndum del Poder Legislativo de 34 comunas de 1.º categoría con efecto a partir del 11 de diciembre de 2019, entre las cuales se halla General Roca. La comuna está gobernada por un departamento ejecutivo y por un consejo comunal de 8 miembros, cuyo presidente es a la vez el presidente comunal. Sus primeras autoridades fueron elegidas en las elecciones de 9 de junio de 2019.